# City of Playford Tennis International 2024
Il City of Playford Tennis International 2024 è stato un torneo di tennis professionistico maschile e femminile. È stata la 6ª edizione del torneo maschile, facente parte della categoria Challenger 75 nell'ambito dell'ATP Challenger Tour 2024, con un montepremi di 82 000 $. È stata la 6ª edizione del torneo anche per le donne, facente parte della categoria W75 nell'ambito dell'ITF Women's World Tennis Tour 2024, con un montepremi di 60 000 $. Entrambi i tornei si sono giocati dal 21 al 27 ottobre 2024 sui campi in cemento del Playford City Tennis Centre della Città di Playford, in Australia.

## Partecipanti singolare maschile

### Teste di serie
| Nazionalità | Giocatore          | Ranking* | Testa di serie |
| ----------- | ------------------ | -------- | -------------- |
| Australia   | Rinky Hijikata     | 79       | 1              |
| Australia   | Thanasi Kokkinakis | 83       | 2              |
| Giappone    | Shintaro Mochizuki | 148      | 3              |
| Australia   | Tristan Schoolkate | 174      | 4              |
| Australia   | Alex Bolt          | 178      | 5              |
| Australia   | Li Tu              | 181      | 6              |
| Australia   | Omar Jasika        | 191      | 7              |
| Australia   | Marc Polmans       | 247      | 8              |

* Ranking al 14 ottobre 2024.

### Altri partecipanti
I seguenti giocatori hanno ricevuto una wild card per il tabellone principale:
- Moerani Bouzige
- Jake Delaney
- Edward Winter

I seguenti giocatori sono passati dalle qualificazioni:
- Ryuki Matsuda
- Emile Hudd
- Colin Sinclair
- Taisei Ichikawa
- Zura Tkemaladze
- Pavle Marinkov

I seguenti giocatori sono entrati in tabellone come lucky loser:
- Thomas John Fancutt
- Yuki Mochizuki

## Campioni

### Singolare maschile
Rinky Hijikata ha sconfitto in finale  Yuta Shimizu con il punteggio di 6–4, 7–6(4).

### Singolare femminile
Maddison Inglis ha sconfitto in finale  Himeno Sakatsume con il punteggio di 7–6(7), 5–7, 6–1.

### Doppio maschile
Blake Ellis /  Thomas John Fancutt hanno sconfitto in finale  Jake Delaney /  Jesse Delaney con il punteggio di 6–1, 5–7, [10–5].

### Doppio femminile
Alexandra Bozovic /  Petra Hule hanno sconfitto in finale  Lizette Cabrera /  Taylah Preston con il punteggio di 6–4, 6–3.